# إسماعيل بن محمد الصفار
أبو علي إسماعيل بن محمد بن إسماعيل بن صالح البغدادي الصفار الملحي نسبة إلى الملح والنوادر. إمام ونحوي وأديب، مسند العراق وأحد رواة الحديث النبوي. له شغر. 
ولد سنة 247 هـ. سمع من: الحسن بن عرفة أربعة وتسعين حديثًا، ومن زكريا بن يحيى بن أسد، وسعدان بن نصر، ومحمد بن عبيد الله بن المنادي، وأحمد بن منصور الرمادي، وعبد الرحمن بن محمد كربزان وعدة. صحب أبا العباس المبرد وأكثر عنه. حدث عنه: الدارقطني، وابن المظفر، وابن منده، وأبو عمر بن مهدي، وعبيد الله بن محمد السقطي، وأبو الحسن بن رزقويه، وأبو الحسين بن بشران، ومحمد بن الحسين بن الفضل القطان، وعبد الله بن يحيى بن عبد الجبار السكري، وأبو الحسين بن مخلد.
قال الدارقطني : «كان ثقة متعصبا للسنة». قال الذهبي: «انتهى إليه علو الإسناد». روى الحاكم عن رجل عنه وله شعر وفضائل. وقد كان مقدما في العربية.

## وفاته
توفي الصفار في بغداد في رابع عشر المحرم سنة 341 هـ.